# بند حاج علی
بند حاج علی یا کمال‌آباد، روستایی در دهستان سوزا بخش شهاب شهرستان قشم در استان هرمزگان ایران است.

## جمعیت
بر پایه سرشماری عمومی نفوس و مسکن در سال ۱۳۹۵، جمعیت این روستا برابر با ۶۲ نفر (۲۰ خانوار) بوده‌است.